# Hippasosa
Genre
Hippasosa est un genre d'araignées aranéomorphes de la famille des Lycosidae.

## Distribution
Les espèces de ce genre se rencontrent en Afrique et dans le Sud de l'Asie.

## Liste des espèces
Selon World Spider Catalog (version 26, 24/02/2025) :
- Hippasosa dewinterae (Alderweireldt, 1996)
- Hippasosa discrepans (Roewer, 1960)
- Hippasosa fera (Strand, 1908)
- Hippasosa ghost (Jocque & Jocqué, 2017)
- Hippasosa grandis (Alderweireldt, 1996)
- Hippasosa guttata (Karsch, 1878)
- Hippasosa kumari (Dyal, 1935)
- Hippasosa lanca (Karsch, 1879)
- Hippasosa pelliona (Audouin, 1826)
- Hippasosa pilosa Roewer, 1960
- Hippasosa qiongzhongensis (Yin & Peng, 1997)
- Hippasosa thailandica Wang, Irfan & Zhang, 2025
- Hippasosa yunnanensis Wang, Irfan & Zhang, 2025

## Systématique et taxinomie
Ce genre a été décrit par Roewer en 1960 dans les Lycosidae. Il est placé en synonymie avec Ocyale par Alderweireldt et Jocqué en 2005. Il est relevé de synonymie par Sherwood en 2022.

## Publication originale
- Roewer, 1960 : « Araneae Lycosaeformia II (Lycosidae). » Exploration du Parc National de l'Upemba Mission G.F. de Witte, vol. 55, p. 519-1040.